# 岚山头街道
岚山头街道，是中华人民共和国山東省日照市岚山区下辖的一个乡镇级行政单位。

## 行政区划
岚山头街道下辖以下地区：
圣岚路社区、海州路社区、岚阳路社区、环海路社区、官草汪社区、佛手湾社区、甜水河社区、童海路社区、王家庄社区、戴家庄社区、田园社区、杨家庄子村、胡家林村和大阡里村。